# Kiselciovo, Smolean
Kiselciovo (în bulgară Киселчово) este un sat în comuna Smolean, regiunea Smolean,  Bulgaria. 

## Demografie
Componența etnică a satului Kiselciovo
     Nicio identificare (100%)
     Altele (0%)
La recensământul din 2011, populația satului Kiselciovo era de 21 locuitori. . Pentru 100% din locuitori nu este cunoscută apartenența etnică.